# Szamoty (województwo wielkopolskie)
Szamoty – wieś w Polsce położona w województwie wielkopolskim, w powiecie chodzieskim, w gminie Szamocin.
W latach 1975–1998 miejscowość położona była w województwie pilskim.